# Poolse gemeenschap in België
Met de Poolse gemeenschap in België worden in België wonende Polen bedoeld, of Belgen van Poolse afkomst. In Vlaanderen alleen woonden begin 2020 43.311 personen met de Poolse nationaliteit.

## Geschiedenis
In 1831 verwelkomde de prille Belgische staat Poolse vluchtelingen na de Novemberopstand. Na het einde van de Eerste Wereldoorlog, bij het ontstaan van de Tweede Poolse Republiek en later, tijdens het interbellum kreeg de Poolse migratie een systematisch karakter. Poolse gastarbeiders werden aangetrokken om in de mijnbouw van West-Europa en dus ook in Limburg en op de as Bergen-Charleroi-La Louvière-Luik aan de slag te gaan. Na de Tweede Wereldoorlog bleef de Poolse regering in ballingschap in Parijs en Londen, samen met Poolse legerkorpsen in West-Europa. Poolse soldaten kwamen zo ook terecht in België, waar ze zich vestigden. Een minderheid oorlogsvluchtelingen, die niet meer terug wilden achter het IJzeren Gordijn, vond vaak aansluiting bij de Poolse gemeenschap in de industriegebieden. Tijdens de Koude Oorlog kwam deze migratiestroom tot stilstand. Na het verdwijnen van het IJzeren Gordijn vonden opnieuw meer Polen hun weg naar België. Op 1 mei 2004 werd Polen ten slotte lid van de Europese Unie, wat de inwoners toeliet om zonder visum naar andere EU-landen te reizen, waaronder België. Hierop golden aanvankelijk nog enkele beperkingen, maar sinds 1 mei 2009 mogen Polen vrij werken in België of zich er vestigen als zelfstandig ondernemer, vaak in matig tot slecht betaalde banen in de land- en tuinbouw, de bouwsector en de pakketpost.  Door de opleving van de Poolse economie keren sinds 2016 ook meer Polen terug naar hun land van herkomst.

## Bekende Belgen van Poolse afkomst
- Stefan Askenase, pianist en muziekpedagoog
- Typh Barrow (Tiffany Cieply-Baworowski), singer-songwriter, juriste, componiste en pianiste
- Michel Bartosik, dichter, essayist en docent poëzie aan de VUB en ULB te Brussel
- André Bialek, zanger
- Constantin Brodzki, architect
- Aurélie Czekalski, politica
- Alex Czerniatynski, voetballer
- Mathilde d'Udekem d'Acoz, koningin der Belgen (moeder van Poolse afkomst)
- Alicja Gescinska, filosofe en schrijfster
- Cyprien Godebski, Frans beeldhouwer van Pools/Belgische afkomst
- Karol Gołębiowski, organist, dirigent en pianist
- Kaja Grobelna, volleybalster
- Thomas Kaminski, voetballer
- Anne Komorowska, gravin en moeder van koningin Mathilde
- Félix Labisse, Frans surrealistisch schilder, illustrator en decorontwerper. Hij was van Vlaamse en Poolse afkomst en werkte zowel in Frankrijk als in België
- Deborah Ostrega, zangeres
- Mauro Pawlowski, zanger en gitarist
- Szmul Potasznik, verzetsstrijder
- Grzegorz Rosiński, striptekenaar
- Björn Rzoska, politicus
- Henri Seroka, componist
- Dominika Strumilo, volleybalster
- Caryl Strzelecki, illustrator, striptekenaar, reclametekenaar en cartoonist
- Michel Swiatopelk-Czetwertynski, diplomaat
- Maria Irena Wierusz-Kowalska, beeldhouwster
- Tanya Zabarylo, actrice